# Генінсон Володимир Братіславович
Володи́мир Братісла́вович Генінсо́н (нар. 12 травня 1976, Київ) —  екс президент Української футбольної Прем'єр-ліги. Колишній виконавчий директор Федерації футболу України. Делегат UEFA [Архівовано 11 грудня 2020 у Wayback Machine.] на європейських турнірах, Комісар FIFA [Архівовано 2 червня 2020 у Wayback Machine.] на міжнародній арені.

## Біографія
Народився 12 травня 1976 року в м. Києві. Вищу освіту здобув за кордоном, закінчивши в 2001 році Champlain College, Берлінгтон, Вермонт (США).
Виховує двох синів.
Кар'єру почав, працюючи в міжнародній мережі готелів HowardJohnson і Intercontinental. Отримавши досвід адміністрування за кордоном, повернувся в Україну, де очолив департамент кейтерингу та обслуговування готелі Hyatt Regency Kyiv. Після чого обіймав посаду директора з розвитку управляючої компанії Vertex Hotel Group.
З 2011 ро 2013 року очолював Державний концерн «Укрспортарени», під управлінням якого були великі інфраструктурні об’єкти НСК «Олімпійський», Київський палац спорту та «Арена Львів». 
Під керівництвом Генінсона в Києві був відреставрований та відкритий головний спортивний комплекс країни НСК «Олімпійський», а також побудований львівський стадіон «Львів Арена». Сьогодні Володимир є почесним президентом НСК «Олімпійський». За недовгий час стадіон отримав нову концепцію розвитку, брендинг та позиціонування. 
Внаслідок проведений трансформацій на НСК, Генінсону вдалося вивести стадіон на самоокупність. За результатами роботи 2012 року «Олімпійський» отримав прибуток у розмірі 1,5 млн грн. Концепція розвитку НСК полягає в тому, аби використовувати його інфраструктуру не лише для спортивний заходів, але й для проведення концертів, фестивалів та інших комерційних заходів. 
Володимир Генінсон брав активну участь у роботі Національного агентства з питань підготовки та проведення в Україні фінальної частини Чемпіонату Європи 2012 з футболу. Він лобіював інтереси України на етапі підготовки, а також відповідав за проведення матчів ЄВРО-2012 в Києві та Львові. 
З березня по грудень 2015 року Володимир Генінсон займав посаду виконавчого директора ФФУ, а з грудня 2015 є керівником Служби взаємодії з FIFA та UEFA. 29 лютого 2016 року на Загальних зборах учасників Української футбольної Прем’єр-ліги був вибраний її новим президентом. Під керівництвом Генінсона, УПЛ пройшла етап трансформації, починаючи від ребрендингу, закінчуючи залученням міжнародних та національних спонсорів для українських футбольних клубів. Ці кроки дозволили їм повністю компенсувати витрати на утримання УПЛ. 
Член комітету ESSMA (Європейська Асоціація стадіонів і безпеки) в Україні. Тренер ESSMA. Позаштатний тренер Amsterdam Arena Advisory. Член Комітету УЄФА з питань безпеки та розвитку стадіонів в Україні.
9 січня 2022 року, як представник «Vertex United» (генеральний партнер ФК «Чорноморець» з 01.01.2022), брав участь у прес-конференції нового головного тренера одеського «Чорноморця» Романа Григорчука.

## Досвід
Проходив стажування на «Амстердам-Арені» — на базі сформованого курсу від Amsterdam ArenA Advisory під кураторством спеціалізованих консультантів і менеджерів стадіону, що займається плануванням, розвитком і експлуатацією багатофункціональних споруд.
Отримав сертифікат по проходженню тренінгів у школі EVMI's (Stadium Management Summer School 2011). А також сертифікат тренера від Європейської Асоціації стадіонів та безпеки (ESSMA).
Володимир успішно запустив у роботу величезний спортивний комплекс НСК «Олімпійський», уклав договір з ФК «Динамо». Арена відразу ж почала приймати футбольні матчі, удосконалюючи і відточуючи систему роботи напередодні Євро-2012. 
Далі були успішні переговори з продюсерами світових зірок, таких як Red Hot Chili Peppers і Мадонна. Концерти відбулися на НСК «Олімпійському».

## Нагороди
- Орден «За заслуги» ІІІ ступеню[2]